# Kegelmos
Kegelmos of glimmend kegelmos (Conocephalum conicum) is een levermossoort uit de familie Conocephalaceae. Het komt voor op schors, steen en bodem. Het wordt gevonden in open bossen, zandbanken, natte rotsen of kliffen en vochtige bodems en wordt sterk geassocieerd met kalkhoudende substraten.

## Determinatie
Kegelmos is de grootste van de thalleuze levermossen, die tot 20 cm lang kan worden. De thalli zijn erg sterk ruikend, met paarsachtige randen; een donkergroen, leerachtig oppervlak; vlak en glad. Er loopt een reeks lijnen langs het oppervlak van de thalli. De luchtporiën, die zich tussen de lijntjes bevinden, vallen meer op.
Droog materiaal van kegelmos heeft opvallende poriën en onopvallende luchtkamerwanden. De epidermis van de luchtkamers en de wanden liggen in één vlak (het oppervlak van het thallus is vlak).

## Ecologie

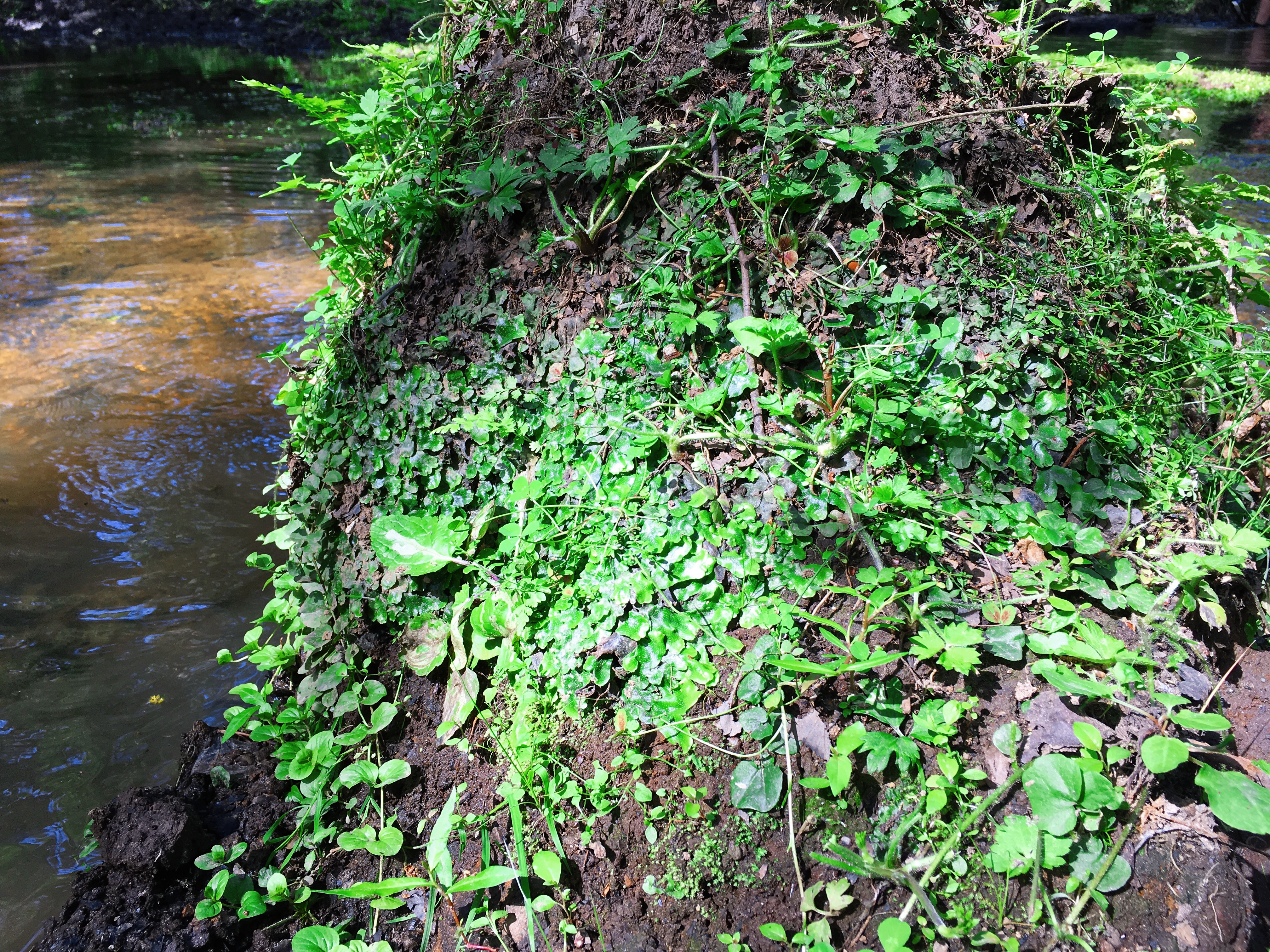
Kegelmos in vegetatie van de kegelmos-associatie.

Kegelmos groeit vooral op niet te zure, beschaduwde beekoevers en vochtige muren. Minder vaak is de soort te vinden op andere standplaatsen, die vrijwel altijd permanent vochtig zijn. Langs rivieren groeit kegelmos soms in wilgenvloedbos en op steile oevers.

### Syntaxonomie
In de syntaxonomie staat kegelmos te boek als kensoort voor de kegelmos-associatie (Pellio-Conocephaletum).

## Verspreiding
Het is een van de meest voorkomende levermossen op het noordelijk halfrond en is wijdverspreid in heel Canada.
In Nederland is kegelmos zeldzaam. Het staat op de rode lijst in de categorie 'Kwetsbaar'.